# راکی رومرو
راکی رومرو (انگلیسی: Rocky Romero؛ زادهٔ ۲۸ اکتبر ۱۹۸۲) ورزشکار هنرهای رزمی ترکیبی و کشتی‌گیر کشتی حرفه‌ای اهل کوبا است.